# Lahneck
Lahneck is een middeleeuwse burcht bij het Duitse Lahnstein op de rechteroever van de Rijn. De burcht ligt ruim boven Rijnniveau tegenover Slot Stolzenfels.
De eerste vermelding dateert uit het jaar 1245: toen was het de zetel van een door de kerkvorst aangestelde burchtgraaf. Kerkelijk behoorde Lahneck tot het aartsbisdom Trier.
De gotische kapel is gewijd aan de heilige Ulrich.
Lahneck was tot 1803 de meest noordelijke exclave van het keurvorstendom Mainz.
De vijfhoekige torenbouw komt zelden voor. Boven op de toren staat de tekst “Des Helden edler Geist”. Dit is het begin van een gedicht van Goethe. Dit gedicht schreef hij in 1774 bij het zien van Lahneck tijdens zijn reis langs de Rijn.
De burcht staat samen met vele andere in dit gebied onder bescherming van Unesco, die dit gedeelte van het Rijndal op de Werelderfgoedlijst heeft geplaatst.
Bij de burcht kruisen verschillende wandelwegen elkaar, waaronder de Rheinsteig, de Rheinhöhenweg, de Lahnhöhenweg en de Jacobsweg (Lahn-Camino).